# Maya Tabron
Maya Tabron, född 16 februari 2002, är en amerikanskfödd svensk volleybollspelare. Hon spelar sedan 2024 för San Diego Mojo och Sveriges damlandslag.